# Marguerite Humeau
Marguerite Humeau (* 1986 in Cholet)  ist eine französische bildende Künstlerin. Sie lebt in London.

## Leben
Humeau wuchs in Beaupréau auf. Ihre Mutter, eine Malerin, nahm sie schon als kleines Kind mit in Museen und Galerien.
Humeau studierte an der École nationale supérieure des arts appliqués et des métiers d’art (ENSAAMA) in Paris bis 2007 und anschließend an der Design Academy Eindhoven bis 2009, bevor sie in das MA Design Interactions-Programm am Royal College of Art (RCA) in London aufgenommen wurde. Sie erwarb dort 2011 einen Master-Abschluss (MA). Der interdisziplinäre Charakter des Studiengangs ermöglichte es ihr, Design und Kreation als Informationsquelle für wesentliche Fragen über unsere Beziehung als Menschen zu technologischen Entwicklungen zu betrachten und sich kreativ mit kritischem oder spekulativem Zukunftsdesign auseinanderzusetzen.
Die Galerie White Cube (London), die die Künstlerin vertritt, schreibt, dass das Werk der Künstlerin „von der Vorgeschichte bis hin zu imaginären Zukunftswelten reicht und Marguerite Humeau bei ihrer Suche nach den Geheimnissen der menschlichen Existenz große Entfernungen in Raum und Zeit überbrückt. Sie haucht verlorenen Dingen Leben ein, ob es sich nun um ausgestorbene Lebensformen oder um Ideen handelt, die aus unseren Gedankenlandschaften verschwunden sind. Indem sie Wissenslücken mit Spekulationen und erdachten Szenarien füllt, versucht sie, neue Mythologien für unsere heutige Zeit zu schaffen.“

## Werke (Auswahl)

### The Opera of  Prehistoric Creatures (2011–2012)
Humeau begann die Arbeit an dieser Serie als ihr Abschlussprojekt an der RCA. Humeau wollte die Gesänge prähistorischer Kreaturen wieder zum Leben erwecken, indem sie den Kehlkopf jeder Kreatur rekonstruierte und ihre Stimmen in ihren Skulpturen durch Einatmen von Luft zum Klingen brachte.
In Gesprächen mit Paläontologen, Zoologen und Radiologen verschmolz Humeau vergessene Ökosysteme mit unseren eigenen. Humeau arbeitete mit dem Audioentwickler Julien Bloit zusammen, so dass die Kreaturen einander zuhörten und im Laufe der Ausstellung immer komplexere Gesänge erzeugen konnten.

### Echoes (2015)
Echoes erforschte das Spektrum zwischen Leben und Tod.
Humeau ließ die Stimme der Königin Kleopatra wiederauferstehen, um ein Liebeslied aus ihrer Zeit zu singen, und zwar in den neun Sprachen, die sie gesprochen hätte und die heute alle ausgestorben sind.
Die Installation umfasste auch zwei Skulpturen, die von zwei altägyptischen Fruchtbarkeitsgöttern  inspiriert waren. Diese Ausstellung wurde 2017–2018 erneut in der Tate Britain gezeigt.

### FOXP2 (2016)

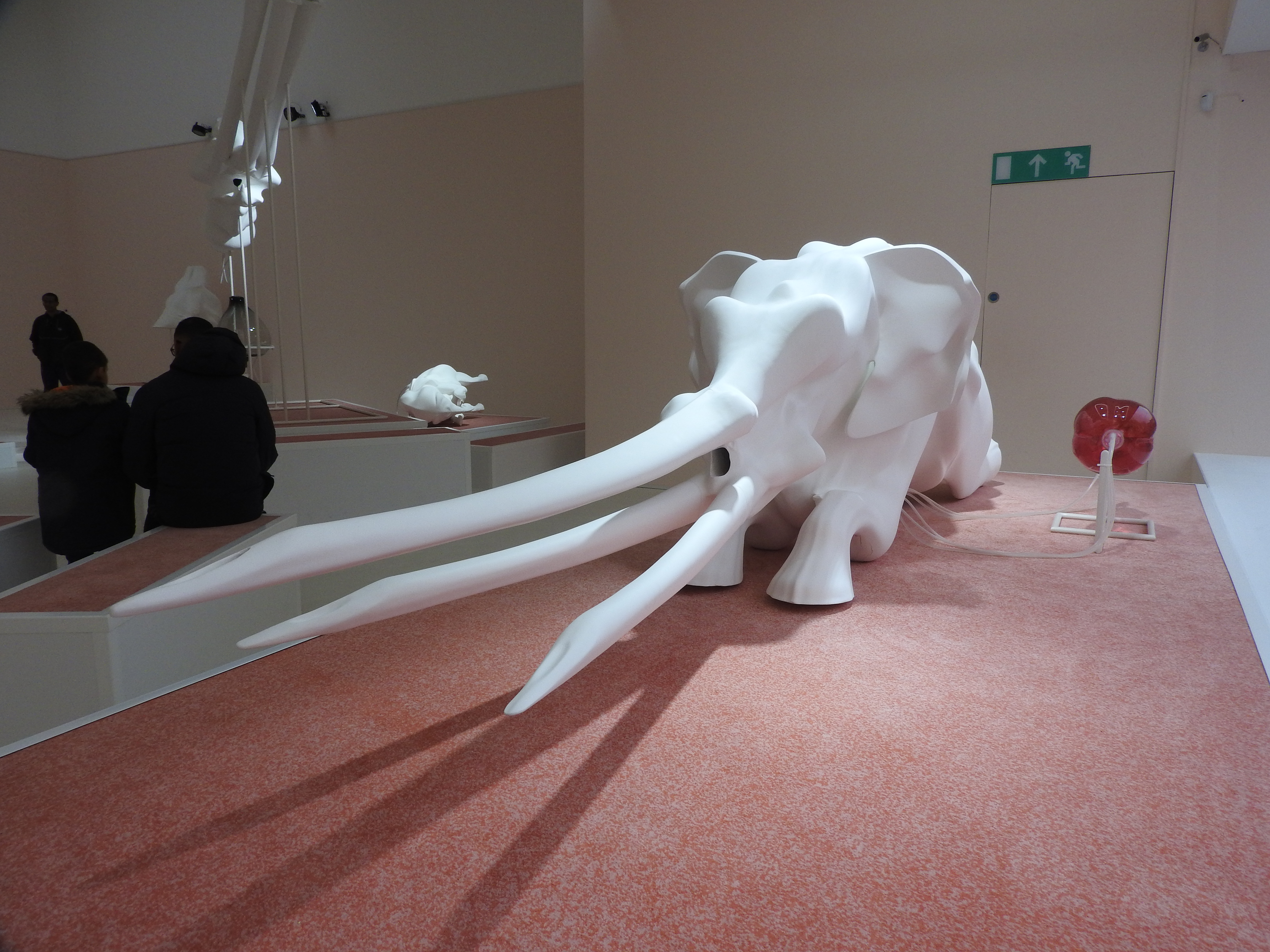
Echo, eine zum Sterben gebaute Matriarchin. Teil von FOXP2, Nottingham Contemporary, 2016

FOXP2 war eine Serie von Arbeiten, die im Palais de Tokyo in Paris gezeigt wurde. Die Installation basierte auf der Forschung über die genetischen Entwicklungen, die es dem Menschen ermöglichten, Sprache zu entwickeln, und über die einzige Mutation des Gens FOXP2, die den Menschen von Tieren unterscheiden soll.

### Ecstasies (2019)
Humeaus Ausstellung Ecstasies im Kunstverein in Hamburg setzte sich mit ausgestorbenen Kulturen und Ökosystemen auseinander. Die Forschungen der Anthropologin Bethe Hagens über paläolithische Venusfiguren  und die Einnahme von psychoaktiven Substanzen aus Tiergehirnen waren eine Inspiration für diese Werkserie.

### High Tide (2019)
Humeaus Ausstellung High Tide im Centre Georges-Pompidou setzte sich mit den Folgen des Klimawandels und das dadurch verursachte Massensterben im Tierreich auseinander. Sie zeigte eine Reihe von tanzenden und betenden Meeressäugern.

### Migrations(2022)
Humeaus Serie Migrations bestand aus drei großformatigen Skulpturen, die auf der 59. Biennale di Venezia 2022 gezeigt wurden. Die Werke El Niño, La Niña und Kuroshio, benannt nach Meeresströmungen, thematisieren den Meeresspiegelanstieg und seine Auswirkungen auf Ökosysteme.

### meys (2023)
Humeaus Ausstellung im White Cube in London befasste sich mit Lebensformen, die über die menschliche Existenz hinaus Bestand haben werden. Inspiriert von Insekten wie Termiten überlegte Humeau, was wir Menschen von Insektengesellschaften lernen könnten.

### Orisons (2023)
Orisons war ein Landart-Projekt im San Luis Valley in Colorado, USA, das sich über 65 Hektare erstreckte. Humeau verwandelte „ein unbewirtschaftbares Stück Land in einen Ort der Ehrfurcht, der seine ausgedehnte Geschichte, das bestehende Ökosystem und die vorstellbare Zukunft würdigt“. Sie verschmolz reale und mythologische Ökosysteme mit einer Serie von 84 kinetischen, divinatorischen Skulpturen, die von der örtlichen Fauna und Flora inspiriert sind.

## Preise und Auszeichnungen
- 2019: Nominiert für den Prix Marcel Duchamp, Paris[12]
- 2018: Battaglia Foundry Sculpture Prize, Mailand[17]
- 2017: Zurich Art Prize, Zürich[18]